# Akira Matsumoto
Pour les articles homonymes, voir Matsumoto.
Cet article concerne le peintre et graveur. Pour le dessinateur de manga et anime né Akira Matsumoto, voir Leiji Matsumoto.
Akira Matsumoto (松本 旻, Matsumoto Akira), né en 1936 à Osaka, est un peintre et graveur japonais du XXe siècle.

## Biographie
Akira Matsumoto naît en 1936 à Osaka.
De 1952 à 1958, il travaille comme apprenti graveur, dans le style traditionnel de l'ukiyo-e. Il participe à des expositions collectives, notamment depuis 1962 celles de l'Association japonaise de gravure, dont il est membre : 
- en 1966 Musée de Genève, exposition de gravures japonaises contemporaines ;
- en 1966 et 1968, Biennale de l'Estampe de Tokyo ;
- en 1968 à Bradford, Biennale Internationale de Gravure; etc.

À titre individuel, depuis 1962 il expose à Tokyo: tous les deux ans ses peintures et en alternance ses gravures. Il est un spécialiste de la gravure sur bois. 